# Конкордија (Њу Џерзи)
Конкордија (енгл. Concordia) насељено је место без административног статуса у америчкој савезној држави Њу Џерзи.

## Демографија
По попису из 2010. године број становника је 3.092, што је 566 (-15,5%) становника мање него 2000. године.
| Група             | 2000.         | 2010.         |
| Белци             | 3.600 (98,4%) | 2.937 (95,0%) |
| Афроамериканци    | 19 (0,5%)     | 68 (2,2%)     |
| Азијати           | 17 (0,5%)     | 34 (1,1%)     |
| Хиспаноамериканци | 12 (0,3%)     | 44 (1,4%)     |
| Укупно            | 3.658         | 3.092         |